# Vat Yotkeo
Vat Yoteko – buddyjski kompleks świątyń znajdujący się w Wientianie, w Laosie. Jest ruiną.

## Historia
Według laotańskich archeologów budynek pochodzi z czasów króla Sai Setthathirata, czyli z lat 1548–1571. Świątynia została splądrowana przez Tajów w 1828 roku i nie została odbudowana. Ruinę odkryto przy budowie drogi, a pozostałości obejmowały ceremonialną salę, ceramikę, dachówki i różne wizerunki Buddy.